# Rivat & Bouchard
Rivat & Bouchard war ein französischer Hersteller von Motorrädern und Automobilen.

## Unternehmensgeschichte
Das Unternehmen aus Lyon begann 1900 mit der Produktion von Motorrädern und Automobilen. Der Markenname lautete Rivat & Bouchard. Im gleichen Jahr endete die Produktion bereits wieder. Insgesamt entstanden nur wenige Fahrzeuge.

## Automobile
Das einzige Modell war eine Voiturette. Es blieb bei einem Prototyp.